# Los Panchos

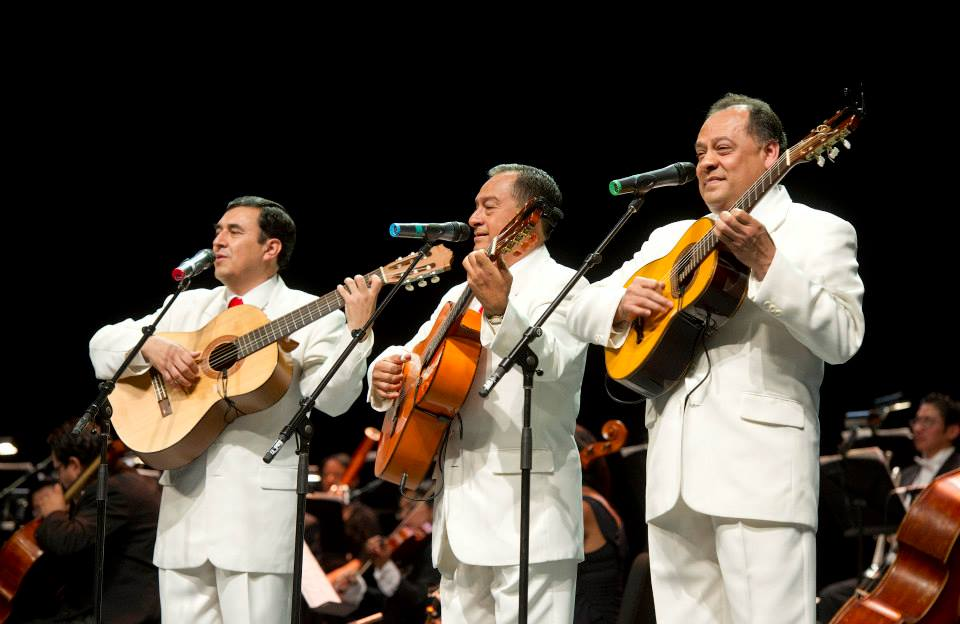
Los Panchos 2012

Das Trio Los Panchos ist ein lateinamerikanisches Gesangstrio, das 1944 in New York von den beiden Mexikanern Alfredo Gil und Chucho Navarro sowie dem Puerto Ricaner Hernando Avilés gegründet wurde. Das Ensemble entwickelte sich zu einem der führenden Vertreter des Bolero und der romantischen Ballade in Lateinamerika. Die Gründungsmitglieder sind längst verstorben, die derzeitigen Mitglieder sind Chucho Navarro Jr., Eduardo Beristian und Misael Reyes. Bis heute wurden Hunderte Millionen Schallplattenaufnahmen verkauft. Einige ihrer bekanntesten Lieder sind ihre Interpretationen klassischer Volkslieder wie Bésame mucho, Sabor a mí, Sin ti, Solamente una vez, Contigo, Quizás, quizás, quizás, Contigo aprendí, Aquellos ojos verdes, Cuando vuelva a tu lado, Se te olvida, El reloj, Noche de Ronda und Rayito de Luna. Los Panchos gilt als eines der einflussreichsten Ensembles dieser Art. Seit über 70 Jahren sind ihre Konzerte auf der ganzen Welt oft ausverkauft und die Gruppe ist in mehr als 50 Filmen aufgetreten.
Ein charakteristisches Instrument von Los Panchos und anderen mexikanischen Tríos Románticos seit den 1950er Jahren ist die Requinto-Gitarre, die kleiner und höher gestimmt ist als eine Standardgitarre und von Alfredo Gil erfunden wurde. Requinto-Soli finden sich in vielen Aufnahmen von Los Panchos.

## Geschichte
In den 1940er Jahren arbeiteten sie mit Alfredo Antoninis Viva America Orchestra und dem Orchesterakkordeonisten John Serry Sr. zusammen. 1946 folgten eine internationale Konzertreise und ein anschließender Umzug nach Mexiko-Stadt, wo sie mit offenen Armen empfangen wurden und beim  Radiosender in Mexiko-Stadt eigene Sendezeiten bekamen. 1951 startete Los Panchos eine weitere internationale Tournee durch Lateinamerika.
1952 trat Julito Rodríguez der Gruppe bei, er wurde 1958 von Johnny Albino ersetzt. 1964 schlug CBS den Mitgliedern des Trios, das sich dann aus den beiden Gründungsmitgliedern und Johnny Albino zusammensetzte, vor, zum ersten Mal eine weibliche Stimme zu begleiten. Es ging um die amerikanische Sängerin Eydie Gormé, die mehrere Jahre Erfahrung in den USA hatte und gerade anfing, auf Spanisch aufzunehmen. Während der Zusammenarbeit zwischen Gormé und Los Panchos wurde in den 1960er Jahren eine Reihe von Bestseller-Alben aufgenommen, darunter Great Love Songs In Spanish (mit dem Titel Amor, auf Spanisch). Die bis 1968 dauernde Albino-Ära war eine der erfolgreichsten für Los Panchos, deren klassische Alben bei Los-Panchos-Fans immer noch sehr beliebt sind. 1971 trat Ovidio Hernández als Sänger in die Band ein, eine Rolle, die er bis zu seinem vorzeitigen Tod infolge von Meningitis-Komplikationen 1976 erfüllte. Nach ihm trat Rafael Basurto Lara als Sänger auf. Alfredo Gil spielte mit Los Panchos bis zu seiner Pensionierung 1981; er starb 1999. Chucho Navarro spielte mit der Gruppe bis zu seinem Tod 1993.
Derzeit wird das Trio unter dem Namen "Trio Los Panchos de Chucho Navarro Fundador" ("Trio Los Panchos des Gründers Chucho Navarro") von Chucho Navarro Jr., dem Sohn des ursprünglichen Los-Panchos-Mitglieds Chucho Navarro, geleitet.

## Diskographie
- 1945 – Mexicantos
- 1946 – La Palma (Trio Los Panchos and the Viva América Orchestra conducted by Alfredo Antonini with John Serry)
- 1949 – Ritmos tropicales
- 1949 – Boleros selectos, Vol. 1
- 1950 – Los Panchos Favorites
- 1955 – Boleros selectos, Vol. 2
- 1955 – Así cantan Los Panchos
- 1956 – Canciones para una noche de lluvia
- 1956 – Vaya con Dios
- 1956 – Canciones del corazón
- 1956 – South of the Border – Agustín Lara Hits
- 1956 – Mexican Holiday
- 1957 – Eva Garza
- 1958 – Un minuto de amor
- 1959 – Trío Los Panchos y Chucho Martínez Gil
- 1959 – Siete notas de amor
- 1960 – Los Panchos con Johnny Albino cantan
- 1960 – Canciones del corazón
- 1960 – Los favoritos de todo el mundo
- 1960 – Los Panchos en Tokyo
- 1961 – Ciudadanos del mundo
- 1961 – Ambassadors of Song
- 1961 – Ceguera de amor
- 1961 – Los Panchos en Japón
- 1962 – Época de oro
- 1962 – Los Panchos cantan tangos
- 1962 – El Trío Los Panchos interpreta Guty Cárdenas
- 1962 – El pecador
- 1962 – México canta
- 1962 – Favoritos latinos
- 1963 – A mi madrecita
- 1963 – Cantan a Paraguay
- 1963 – Love Songs of the Tropics – Trio Los Panchos Sing the Songs of Rafael Hernández Marín
- 1963 – Romantic Guitars – El Trio Los Panchos Y Las Canciones De Pedro Flores
- 1964 – By Special Request Sing Great Love Songs in English
- 1964 – Caminemos
- 1964 – Amor (Great Love Songs In Spanish) (with Eydie Gormé)
- 1964 – Los Panchos en el Japón
- 1964 – Recuerdos...
- 1965 – More Amor / Cuatro vidas (with Eydie Gormé)
- 1965 – El pescador de estrellas
- 1965 – Obsesión
- 1965 – Los Panchos en persona
- 1965 – Horas nuestras
- 1966 – Que no te cuenten cuentos
- 1966 – Celoso
- 1966 – Blanca Navidad / Navidad Means Christmas (with Eydie Gormé)
- 1967 – Los Panchos en estéreo, Vol. 1
- 1967 – Con éxitos de Armando Manzanero
- 1967 – En Venezuela
- 1967 – Hey, Amigo! The Trío Los Panchos Sing Great Popular Country Hits in Spanish with The Jordanaires
- 1968 – Los Panchos en estéreo, Vol. 2
- 1968 – Gigliola Cinquetti e il Trio Los Panchos in Messico
- 1968 – Con mariachi
- 1970 – Liliana
- 1970 – Los Panchos En Japón, Vol. 2
- 1970 – Los Panchos Cantan a Agustín Lara
- 1970 – Trío Los Panchos
- 1971 – Volví la espalda
- 1971 – Voces internacionales con Los Panchos
- 1971 – Basura
- 1971 – Háblame
- 1972 – Lo dudo
- 1972 – Frío en el alma
- 1972 – Martha (with Estela Raval)
- 1972 – Quiero
- 1972 – Cantan al Perú
- 1972 – Adulterio
- 1972 – La hiedra
- 1973 – El tiempo que te quede libre
- 1973 – Tú me acostumbraste (with Estela Raval)
- 1974 – Gil, Navarro y Hernández
- 1974 – Yo lo comprendo
- 1976 – Cantan a Latinoamérica
- 1976 – Sabor a mí
- 1977 – Si tú me dices ven (Lodo)
- 1981 – España en la voz de Los Panchos
- 1982 – Los Panchos en Brasil
- 1985 – Homenaje a Carlos Gardel
- 1985 – La nave del olvido
- 1989 – Esencia romántica
- 1991 – Siglo veinte
- 1991 – Triunfamos
- 1991 – Hoy